# Förenade arabemiratens filmhistoria
Förenade arabemiratens filmproduktion är väldigt liten. År 2007 gjordes endast en film, Al-Hilm, som handlade om en grupp frustrerade skådespelare och regissörer som vandrar runt planlöst i öknen. Dock finns det ett stort antal kortfilmer från landet (vars skapare fått namnet 'de uppstående emiraterna'). Förenade Arabemiraten är en populär inspelningsplats för Bollywoodfilmer.
Förenade arabemiraten har en årlig filmfestival som hålls i Dubai. För närvarande byggs även en ny filmstudio (Studio City) i staden.

## Emiratfilmer
- Al-Hilm (Dröm; 2005)

## Emiratikortfilmer
- 100 Miles (2007)
- Ahlam Fi Sundook (2003)
- Al-Rumram (1994)
- Ala Tareeq (På en väg; 2003)
- Amen (2005)
- Arabana (2006)
- Arwaah (2004)
- Aushba's brunn (2004)
- Cigaretter (2004)
- Konfrontationen (1998)
- Hajess (Besatthet; 2002)
- Tystnadens spegel (2006)
- Tecken från de döda (2005)
- Under solen (2005)

## Filmer inspelade i Förenade arabemiraten
- 36 China Town (Indien; 2006) delvis filmad i Dubai
- Balram vs. Tharadas (Indien; 2006)
- Boom (Indien; 2003) - delvis filmd i Dubai
- Chalo Ishq Larain (Pakistan; 2002) delvis filmad i Dubai
- Chetna: The Excitement (Indien; 2005) delvis filmad i Dubai
- Code 46 (Storbritannien; 2003) delvis filmad i Dubai
- Deewane Huye Paagal (Indien; 2005) delvis filmad i Dubai
- Dil Vil Pyar Vyar (Indien; 2002) delvis filmad i Abu Dhabi
- Dubai Return (Indien; 2005) delvis filmad i Dubai
- Family: Ties of Blood (Indien; 2006) delvis filmad i Dubai
- Keif al-Hal? (Saudiarabien; 2006)
- Kisse Pyaar Karoon (Indien; 2005) delvis filmad i Dubai
- Lahoo Ke Do Rang (Indien; 1997) delvis filmad i Dubai
- Maine Pyar Kyun Kiya? (Indien; 2005) delvis filmad i Dubai
- Market (Indien; 2003) delvis filmad i Dubai
- Mujhse Shaadi Karogi (Indien; 2004) delvis filmad i Dubai
- Naam (Indien; 1986) delvis filmad i Dubai
- Om Jai Jagadish (Indien; 2002) delvis filmad i Dubai
- Pehla Pehla Pyar (Pakistan; 2006) delvis filmad i Dubai
- Pyar Hi Pyar Mein (Pakistan; 2003) delvis filmad i Dubai
- Risk (Indien; 2007)
- El-Sefara fi El-Omara (Egypten; 2005) delvis filmad i Dubai
- Silsiilay (Indien; 2005) delvis filmad i Dubai
- Syriana (USA; 2005) delvis filmad i Dubai
- Talaash: The Hunt Begins... (Indien; 2003) delvis filmad i Dubai
- Tarap (Pakistan; 2006) delvis filmad i Dubai
- Vishwavidhaata (Indien; 1997)
- Woh Lamhe (Indien; 2006) delvis filmad i Dubai

## Emiratregissörer
- Mustafa Abbas
- Abdullah Hasan Ahmed
- Nawaf Al-Janahi
- Khalid Al-Mahmood
- Hani Al-Shaibani
- Waleed Al-Shehhi
- Mohammad Al-Traifi
- Ali F. Mostafa